# 五十嵐衣里
五十嵐 衣里（いがらし えり、1984年（昭和59年）1月19日 - ）は、日本の政治家・弁護士。立憲民主党所属の衆議院議員（1期）。元東京都議会議員（1期）。活動やSNSでは五十嵐えりの表記も用いる。

## 来歴
愛知県名古屋市出身。中学校でいじめにあい不登校になり、高校へは進学せずフリーターとして働く。飲食店、4トントラック運転手などを経験。アルバイト先の労働問題で解雇予告手当を受け取ったことから法律の資格を取ることを考える。高卒認定資格を取得し24歳で静岡大学夜間主コースに入学。卒業後、名古屋大学法科大学院（既修者2年コース）へ入学し30歳で司法試験に合格。2015年、参議院議員小西洋之事務所にて政策担当秘書となる。2019年、同事務所を退所し法律事務所入所。弁護士登録。所属は第二東京弁護士会。
2021年7月の東京都議会議員選挙に武蔵野市選挙区（定数1）から立憲民主党公認で立候補し、都民ファーストの会現職の鈴木邦和、自民党新人ら3候補を破り初当選した。
2024年9月25日、立憲民主党都連は常任幹事会を開き、第50回衆議院議員総選挙において、2022年の公職選挙法改正で新設された東京都第30区（府中市、多摩市、稲城市）に五十嵐を擁立する方針を決めた。同年10月4日付で五十嵐は東京都議会議員を辞職した。
同年10月15日、総選挙が公示され、五十嵐、自民党現職の長島昭久、日本共産党の早川寛、参政党の武田祐一郎など計5人が立候補した。10月17日に日本経済新聞が序盤情勢を発表。「長島がやや優勢。五十嵐が懸命に追う」と報じた。10月25日に読売新聞が発表した終盤情勢では「長島と五十嵐が激戦を繰り広げる」と書かれた。自民党は裏金問題や統一教会問題、10月23日に発覚した非公認候補への2000万円支給問題などで逆風が吹き荒れ、10月27日の投開票の結果、五十嵐が長島を破り初当選した。自民党は比例東京ブロックで5議席を獲得。重複立候補した長島は5番目の惜敗率（93.532％）により8期目の当選を果たした。朝日新聞の出口調査によれば、立憲支持層の89％が五十嵐に投じたと答える一方で、長島に投票したと答えた自民党支持層は75％にとどまった。

## 政策・主張

### 憲法
- 憲法改正について、2021年のNHKのアンケートで「どちらかといえば反対」と回答[20]。2024年のNHKのアンケートで「反対」と回答[21]。
- 9条への自衛隊の明記について、2024年のNHKのアンケートで「反対」と回答[21]。
- 憲法を改正し緊急事態条項を設けることについて、2024年のNHKのアンケートで「反対」と回答[21]。

### ジェンダー
- 選択的夫婦別姓制度の導入について、2021年、2024年のNHKのアンケートで「賛成」と回答[20][21]。
- 同性婚を可能とする法改正について、2024年のNHKのアンケートで「賛成」と回答[21]。
- クオータ制の導入について、2024年のNHKのアンケートで「賛成」と回答[21]。

### その他
- カジノを含むIRの都内誘致に反対[20]。
- 都立高校の男女別定員[注 1]について「見直すべき」[20]。
- 羽田新ルートについて「見直すべき」[20]。
- ベーシックインカムについて「どちらかといえば賛成」[20]。
- ふるさと納税制度について「どちらかといえば反対」[20]。
- 英語スピーキングテストの都立高校入試への活用中止のための都議会議員連盟の会員である[22]。

## 選挙歴
| 当落 | 選挙                     | 執行日         | 年齢 | 選挙区         | 政党       | 得票数    | 得票率 | 定数 | 得票順位 /候補者数 | 政党内比例順位 /政党当選者数 |
| ---- | ------------------------ | -------------- | ---- | -------------- | ---------- | --------- | ------ | ---- | ------------------ | ---------------------------- |
| 当   | 2021年東京都議会議員選挙 | 2021年7月4日   | 37   | 武蔵野市選挙区 | 立憲民主党 | 2万6878票 | 49.25% | 1    | 1/4                | /                            |
| 当   | 第50回衆議院議員総選挙   | 2024年10月27日 | 40   | 東京都第30区   | 立憲民主党 | 9万8146票 | 41.97% | 1    | 1/5                | /                            |